# Wolfgang Lackerschmid
Wolfgang Wilhelm Lackerschmid (Tegernsee, 19 de setembre de 1956) és un músic de jazz i compositor alemany. El seu instrument principal és el vibràfon, però també toca el piano i la marimba.

## Trajectòria
Lackerschmid va criar-se a Ehingen. De 1975 a 1980 va estudiar composició i teoria musical amb Martin Gümbel i percussió amb Gyula Rasz a la Hochschule für Musik und Darstellende Kunst de Stuttgart.
Mercès a la creixent fama guanyada en l'escena del jazz europeu, el gener de 1979 va tenir l'oportunitat de col·laborar amb el trompetista Chet Baker en l'àlbum Ballads for two, seguit de Chet Baker/Wolfgang Lackerschmid, amb Larry Coryell, Buster Williams i Tony Williams.
Lackerschmid també ha compost obres per a musicals infantils com Pinocchio, El màgic d'Oz o La Blancaneu i els set nans. Ha participat en 48 sessions de gravació entre 1976 i 2016. Viu a Augsburg, on també dirigeix un estudi de gravació.

## Discografia
- Mallet Connection (Plane, 1978)
- Ballads for Two (Sandra, 1979)
- Chet Baker / Wolfgang Lackerschmid (Sandra, 1980)
- Live Conversation (In-akustik, 1985)
- Originals (Art & Sound, 1988)
- Live Highlights '92 with Atilla Zoller (Bhakti, 1992)
- One More Life (Bhakti, 1992)
- Gently but Deep (Bhakti, 1996)
- Colors (Hot Wire, 1997)
- Hurry Up and Wait (Hipjazz, 2007)
- Common Language, Common Sense (Hipjazz, 2011)
- Magic Brewery (Hipjazz, 2013)
- Wolfgang Lackerschmid Quartet (TCB, 2015)
- Samba Gostoso (Hipjazz, 2016)
- Studio Konzert (Neuklang, 2018)